# Пятый этаж
«Пятый этаж» (англ. The Fifth Floor) — американский триллер 1978 года режиссёра Говарда Аведиса, рассказывающий о женщине, которую по ошибке помещают в психиатрическую больницу.

## Сюжет
Молодая танцовщица диско по имени Келли Макинтайр (Дайян Халл) во время танца падает на пол. Расследование показывает, что она была отравлена стрихнином. Однако доктор Сидни Колман (Мел Феррер) решает, что отравление было инсценировано самой Келли, поэтому он ставит ей диагноз "попытка самоубийства" и принудительно отправляет на лечение в психиатрическое отделение, находящееся на пятом этаже больницы Сидар-Спрингс. Келли не получает помощи ни от кого - даже от собственного парня, который отказывается вызволить её оттуда. Более того, она становится объектом сексуального домогательства со стороны санитара по имени Карл (Бо Хопкинс).

## Актёрский состав
| Актёр             | Роль                |
| ----------------- | ------------------- |
| Бо Хопкинс        | санитар Карл        |
| Дайян Халл        | Келли Макинтайр     |
| Пэтти Д’Арбанвилл | Кэти                |
| Шэрон Фаррелл     | Мелани              |
| Роберт Инглунд    | Бенни               |
| Энтони Джеймс     | Деррик              |
| Джули Адамс       | медсестра Ханнелорд |
| Мел Феррер        | доктор Сидни Колман |
| Джон Дэвид Карсон | Ронни Дентон        |
| Эрл Боэн          | Фил                 |
| Пэтти Брукс       | певица на дискотеке |